# Moje pieskie życie
Moje pieskie życie – szwedzka tragikomedia z 1987 roku na podstawie powieści Reidara Jönssona.

## Główne role
- Anton Glanzelius – Ingemar
- Anki Lidén – Matka Ingemara
- Ing-Marie Carlsson – Berit
- Didrik Gustavsson – Pan Arvidsson
- Vivi Johansson – Pani Arvidsson
- Manfred Serner – Erik, brat Ingemara
- Kicki Rundgren – Ciotka Ulla
- Tomas von Brömssen – Wuj Gunnar

i inni

## Fabuła
Szwecja, lata 50. XX wieku. 12-letni Ingemar zmuszony jest spędzić wakacje u wujostwa, ponieważ jego matka jest ciężko chora. U nich poznaje masę ekscentrycznych postaci, przeżywa wiele niespodziewanych przygód, przede wszystkim jednak zdobywa całe mnóstwo życiowych doświadczeń, które dadzą mu wewnętrzną siłę, dzięki której zaakceptuje życie takim, jakim ono jest i nauczy się cieszyć dzieciństwem.

## Nagrody i nominacje
Oscary za rok 1987
- Najlepsza reżyseria – Lasse Hallström (nominacja)
- Najlepszy scenariusz adaptowany – Lasse Hallström, Reidar Jönsson, Brasse Brännström, Per Berglund (nominacja)

Złote Globy 1987
- Najlepszy film zagraniczny – reż. Lasse Hallström